# 968
968 (CMLXVIII) je bilo prestopno leto, ki se je po julijanskem koledarju začelo na sredo.

## Dogodki
- 1. januar

## Rojstva
- Ethelred, angleški kralj († 1016)
- Roman III. Argir, bizantinski cesar († 1034)
- cesar Zhenzong, dinastija Song († 1022)